# Emerytka
Emerytka es un pueblo de Polonia, en Mazovia. Se encuentra en el distrito (Gmina) de Sobolew, perteneciente al condado (Powiat) de Garwolin. Se encuentra aproximadamente 18 km al sur de Garwolin, y a 72 km al sureste de Varsovia. 
Entre 1975 y 1998 perteneció al voivodato de Siedlce.